# Gerhart Lüders
Pour les articles homonymes, voir Lüders.
Gerhart Lüders (25 février 1920 - 31 janvier 1995) est un physicien théoricien allemand qui travaille principalement dans la théorie quantique des champs et est connu pour la découverte et une preuve générale du théorème CPT. Ce théorème est également appelé théorème de Pauli-Lüders et est l'une des règles les plus fondamentales de la physique des particules.

## Biographie
Lüders est né à Hambourg. Il obtient son doctorat en physique en 1950 à l'Université de Hambourg et son diplôme d'habilitation en 1954 à l'Université de Göttingen. La même année, il prouve le théorème CPT sous la forme particulière que pour une théorie quantique relativiste des champs, la validité de l'invariance de parité implique nécessairement la validité de l'invariance CT. Wolfgang Pauli, qui comme John Bell formule ce théorème indépendamment de Lüders, donne un peu plus tard une preuve plus générale. Avec Bruno Zumino, Lüders en 1958 donne une preuve rigoureuse du soi-disant Théorème spin-statistique et encore une fois une preuve du théorème CPT, cette fois à partir des axiomes théoriques généraux des champs de la théorie quantique relativiste des champs. Il est de 1957 à 1960 chef de groupe à l'Institut Max Planck de physique de Munich (il reste membre affilié de l'institut à partir de 1961) et de 1960 à sa retraite en 1982, professeur à Göttingen.
Lüders étudie mathématiquement le processus de mesure mécanique quantique et travaille sur la supraconductivité.
Il reçoit en 1959 le prix de physique de l'Académie des sciences de Göttingen et en 1966 la Médaille Max-Planck. Depuis 1962, il est membre de l'académie des sciences de Göttingen.